# Zapasy na Letnich Igrzyskach Olimpijskich 2004 – kategoria do 74 kg w stylu wolnym
Rywalizacja w wadze do 74 kg mężczyzn w zapasach w stylu wolnym na Letnich Igrzyskach Olimpijskich 2004 została rozegrana 28 i 29 sierpnia. Zawody odbyły się w hali Ano Liosia Olympic Hall w Ano Liosia.
W zawodach wzięło udział 21 zawodników.

## Klasyfikacja[1]
| Pozycja | Nazwisko            | Kraj               |
| ------- | ------------------- | ------------------ |
|         | Buwajsar Sajtijew   | Rosja              |
|         | Giennadij Łalijew   | Kazachstan         |
|         | Iván Fundora        | Kuba               |
| 4       | Krystian Brzozowski | Polska             |
| 5       | Joe Williams        | Stany Zjednoczone  |
| 6       | Daniel Igali        | Kanada             |
| 7       | Salvatore Rinella   | Włochy             |
| 8       | Arajik Geworkian    | Armenia            |
| 9       | Jusuf Abdusalomow   | Tadżykistan        |
| 10      | Emzarios Bendinidis | Grecja             |
| 11      | Nikołaj Pasłar      | Bułgaria           |
| 12      | Kunihiko Obata      | Japonia            |
| 13      | Mahdi Hadżizade     | Iran               |
| 14      | Gela Saghiraszwili  | Gruzja             |
| 15      | Elnur Aslanov       | Azerbejdżan        |
| 16      | Árpád Ritter        | Węgry              |
| 17      | Sihamir Osmanow     | Macedonia Północna |
| 18      | Sujeet Maan         | Indie              |
| 19      | Nate Ackerman       | Wielka Brytania    |
| 20      | Ali Abdo            | Australia          |
| DQ      | Murad Hajdarau      | Białoruś           |

Murad Hajdarau został zdyskwalifikowany po tym, gdy po zakończeniu swojej ćwierćfinałowej walki zaatakował swojego przeciwnika, Buwajsara Sajtijewa.

## Zasady
Uczestnicy zostali podzielni na grupy. Najlepszy zawodnik awansował do dalszej rywalizacji w rundzie finałowej.
- TF – Łopatki
- PP – Na punkty (Pokonany zdobył punkty)
- PO – Na punkty (Pokonany bez punktów)
- ST – Przewaga (10 punktów różnicy, przewaga techniczna)
- CP – Punkty
- TP – Punkty techniczne/Czas

## Wyniki[2]

### Grupa 1
| Miejsce | Zawodnik       | Kraj    | W | P | CP | TP |
| ------- | -------------- | ------- | - | - | -- | -- |
| 1       | Iván Fundora   | Kuba    | 2 | 0 | 6  | 14 |
| 2       | Kunihiko Obata | Japonia | 1 | 1 | 3  | 8  |
| 3       | Sujeet Maan    | Indie   | 0 | 2 | 0  | 0  |

| Zapaśnik 1     | Zapaśnik 2     | CP  |    | TP  |
| -------------- | -------------- | --- | -- | --- |
| Sujeet Maan    | Kunihiko Obata | 0-3 | PO | 0-8 |
| Iván Fundora   | Sujeet Maan    | 3-0 | PO | 6-0 |
| Kunihiko Obata | Iván Fundora   | 0-3 | PO | 0-8 |

### Grupa 2
| Miejsce | Zawodnik          | Kraj        | W | P | CP | TP |
| ------- | ----------------- | ----------- | - | - | -- | -- |
| 1       | Daniel Igali      | Kanada      | 2 | 0 | 6  | 12 |
| 2       | Jusuf Abdusalomow | Tadżykistan | 1 | 1 | 4  | 9  |
| 3       | Elnur Aslanov     | Azerbejdżan | 0 | 0 | 2  | 4  |

| Zapaśnik 1        | Zapaśnik 2        | CP  |    | TP  |
| ----------------- | ----------------- | --- | -- | --- |
| Jusuf Abdusalomow | Elnur Aslanov     | 3-1 | PP | 7-3 |
| Daniel Igali      | Jusuf Abdusalomow | 3-1 | PP | 5-2 |
| Elnur Aslanov     | Daniel Igali      | 1-3 | PP | 1-7 |

### Grupa 3
| Miejsce | Zawodnik          | Kraj            | W | P | CP | TP |
| ------- | ----------------- | --------------- | - | - | -- | -- |
| 1       | Giennadij Łalijew | Kazachstan      | 2 | 0 | 8  | 16 |
| 2       | Arajik Geworkian  | Armenia         | 1 | 1 | 4  | 11 |
| 3       | Nate Ackerman     | Wielka Brytania | 0 | 2 | 0  | 2  |

| Zapaśnik 1        | Zapaśnik 2        | CP  |    | TP   |
| ----------------- | ----------------- | --- | -- | ---- |
| Nate Ackerman     | Arajik Geworkian  | 0-4 | ST | 0-11 |
| Giennadij Łalijew | Nate Ackerman     | 4-0 | ST | 11-0 |
| Arajik Geworkian  | Giennadij Łalijew | 0-4 | TF | 2:08 |

### Grupa 4
| Miejsce | Zawodnik           | Kraj              | W | P | CP | TP |
| ------- | ------------------ | ----------------- | - | - | -- | -- |
| 1       | Joe Williams       | Stany Zjednoczone | 2 | 0 | 6  | 9  |
| 2       | Mahdi Hadżizade    | Iran              | 1 | 1 | 3  | 7  |
| 3       | Gela Saghiraszwili | Gruzja            | 0 | 2 | 2  | 6  |

| Zapaśnik 1         | Zapaśnik 2         | CP  |    | TP  |
| ------------------ | ------------------ | --- | -- | --- |
| Gela Saghiraszwili | Joe Williams       | 1-3 | PP | 1-6 |
| Mahdi Hadżizade    | Gela Saghiraszwili | 3-1 | PP | 7-5 |
| Joe Williams       | Mahdi Hadżizade    | 3-0 | PO | 3-0 |

### Grupa 5
| Miejsce | Zawodnik          | Kraj      | W | P | CP | TP |
| ------- | ----------------- | --------- | - | - | -- | -- |
| 1       | Murad Hajdarau    | Białoruś  | 2 | 0 | 7  | 14 |
| 2       | Salvatore Rinella | Włochy    | 1 | 1 | 5  | 13 |
| 3       | Ali Abdo          | Australia | 0 | 2 | 0  | 0  |

| Zapaśnik 1        | Zapaśnik 2        | CP  |    | TP   |
| ----------------- | ----------------- | --- | -- | ---- |
| Ali Abdo          | Murad Hajdarau    | 0-4 | ST | 0-10 |
| Salvatore Rinella | Ali Abdo          | 4-0 | ST | 11-0 |
| Murad Hajdarau    | Salvatore Rinella | 3-1 | PP | 4-2  |

### Grupa 6
| Miejsce | Zawodnik            | Kraj   | W | P | CP | TP |
| ------- | ------------------- | ------ | - | - | -- | -- |
| 1       | Buwajsar Sajtijew   | Rosja  | 2 | 0 | 6  | 14 |
| 2       | Emzarios Bendinidis | Grecja | 1 | 1 | 4  | 6  |
| 3       | Árpád Ritter        | Węgry  | 0 | 2 | 2  | 3  |

| Zapaśnik 1          | Zapaśnik 2          | CP  |    | TP  |
| ------------------- | ------------------- | --- | -- | --- |
| Árpád Ritter        | Buwajsar Sajtijew   | 1-3 | PP | 2-8 |
| Emzarios Bendinidis | Árpád Ritter        | 3-1 | PP | 5-1 |
| Buwajsar Sajtijew   | Emzarios Bendinidis | 3-1 | PP | 6-0 |

### Grupa 7
| Miejsce | Zawodnik            | Kraj               | W | P | CP | TP |
| ------- | ------------------- | ------------------ | - | - | -- | -- |
| 1       | Krystian Brzozowski | Polska             | 2 | 0 | 6  | 7  |
| 2       | Nikołaj Pasłar      | Bułgaria           | 1 | 1 | 4  | 6  |
| 3       | Sihamir Osmanow     | Macedonia Północna | 0 | 2 | 1  | 1  |

| Zapaśnik 1          | Zapaśnik 2          | CP  |    | TP  |
| ------------------- | ------------------- | --- | -- | --- |
| Nikołaj Pasłar      | Krystian Brzozowski | 1-3 | PP | 3-3 |
| Sihamir Osmanow     | Nikołaj Pasłar      | 1-3 | PP | 1-3 |
| Krystian Brzozowski | Sihamir Osmanow     | 3-0 | PO | 4-0 |

### Runda finałowa[3]
|  | Ćwierćfinały      | Ćwierćfinały      | Ćwierćfinały |  |  | Półfinały           | Półfinały           | Półfinały         |   |                   | Finał                 | Finał                 | Finał                 |
|  |                   |                   |              |  |  |                     |                     |                   |   |                   |                       |                       |                       |
|  | Iván Fundora      | Iván Fundora      | 3            |  |  |                     |                     |                   |   |                   |                       |                       |                       |
|  | Daniel Igali      | Daniel Igali      | 1            |  |  | Iván Fundora        | Iván Fundora        | 4                 |   |                   |                       |                       |                       |
|  | Giennadij Łalijew | Giennadij Łalijew | 3            |  |  | Giennadij Łalijew   | Giennadij Łalijew   | 5                 |   |                   |                       |                       |                       |
|  | Joe Williams      | Joe Williams      | 2            |  |  |                     |                     |                   |   | Giennadij Łalijew | Giennadij Łalijew     | 0                     |                       |
|  | Murad Hajdarau    | Murad Hajdarau    | 2            |  |  |                     | Buwajsar Sajtijew   | Buwajsar Sajtijew | 7 |                   |                       |                       |                       |
|  | Buwajsar Sajtijew | Buwajsar Sajtijew | 3            |  |  | Buwajsar Sajtijew   | Buwajsar Sajtijew   | 8                 |   |                   |                       |                       |                       |
|  |                   |                   |              |  |  | Krystian Brzozowski | Krystian Brzozowski | 0                 |   |                   | Walka o brązowy medal | Walka o brązowy medal | Walka o brązowy medal |
|  |                   |                   |              |  |  |                     |                     |                   |   |                   |                       |                       |                       |
|  |                   |                   |              |  |  |                     |                     |                   |   |                   | Iván Fundora          | Iván Fundora          | 3                     |
|  |                   |                   |              |  |  |                     |                     |                   |   |                   | Krystian Brzozowski   | Krystian Brzozowski   | 1                     |

|  |                |              |    |
|  | o 5 miejsce    |              |    |
|  |                |              |    |
|  |                |              |    |
|  |                |              |    |
|  | Joe Williams   | Joe Williams | WO |
|  | Joe Williams   | Joe Williams | WO |
|  | Murad Hajdarau |              |    |
|  |                |              |    |
|  |                |              |    |